# Râul Irtîș

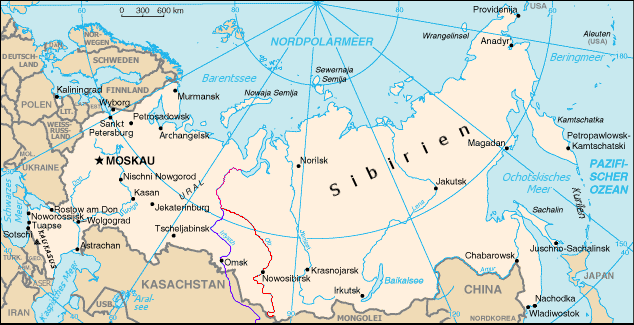
Cursul fluviului Obi colorat cu (violet/verde) și Irtîș (roșu)

Râul Irtîș sau Irtiș (în rusă Иртыш, în kazahă Ертiс, în chineză: É’ěrqísī Hé 额尔齐斯河) este un afluent al fluviului Obi. Rîul are lungimea de 4.248 km, fiind situat pe teritoriul Chinei, al Kazahstanului și în partea asiatică a Rusiei.

## Curs
Fluviul are izvorul în China în partea mongolă a munților Altai, fiind numit în această porțiune Irtîșul negru, traversează granița Kazahstanului, curgând în direcția nord-vest spre regiunea vestică a Altaiului. Irtîșul traversează lacul de acumulare Buhtarma (5.490 km², 49,80 km³), Saisa, curge de la orașul Semei prin stepa cazacă, regiunea joasă de șes a Siberiei de vest la est de Ural. În apropierea orașului Omsk intră în Rusia, traversează orașul Tobolsk și la orașul Hantî-Mansiisk se varsă în Obi.

## Afluenți
- Afluenți pe partea dreaptă:
  - Buhtama, Om, Demianka
- Afluenți pe partea stângă:
  - Ișim, Tobol și Konda
- Fluviul este înghețat de la începutul lunii noiembrie până la sfârșitul lui aprilie.
- Atamanul cazac Ermak Timofeevici „Cuceritorul Siberiei” s-a înecat în acest fluviu la 15 septembrie 1585.